# Russische Meisterschaften im Skispringen 2011
Die russischen Meisterschaften im Skispringen 2011 fanden vom 8. bis zum 13. März auf der Schanzenanlage Tramplin Yugus in Meschduretschensk sowie am 20. März auf der Tramplin Flying Skier in Perm statt. Die Männer trugen zwei Einzelspringen sowie ein Teamspringen aus, wohingegen bei den Frauen lediglich eine Meisterin von der Normalschanze gekürt wurde. Erfolgreichstes Föderationssubjekt war die Stadt Moskau, die den Doppelmeister der Männer Ilja Rosljakow sowie die Gewinnerin bei den Frauen Irina Taktajewa in ihren Reihen hatten. Darüber hinaus gewann das Team aus Moskau auch das Teamspringen der Männer. Veranstalter war der russische Skiverband für Skispringen und die Nordische Kombination.

## Austragungsort
| Meschduretschensk |

| Perm |

| Meschduretschensk |

| Perm |

## Ergebnis

### Frauen
| Platz | Name                       | Föderationssubjekt      | Weite 1 | Weite 2 | Punkte |
| ----- | -------------------------- | ----------------------- | ------- | ------- | ------ |
| 01.   | Irina Taktajewa            | Moskau                  | 060,0   | 057,5   | 195,5  |
| 02.   | Marija Sotowa              | Oblast Nischni Nowgorod | 052,5   | 057,5   | 170,0  |
| 03.   | Alexandra Kustowa          | Oblast Magadan          | 052,5   | 054,5   | 166,8  |
| 04.   | Anastassija Gladyschewa    | Region Perm             | 049,5   | 056,0   | 156,7  |
| 05.   | Anastassija Weschtschikowa | Moskau                  | 051,5   | 051,5   | 151,2  |
| 06.   | Sofija Tichonowa           | Sankt Petersburg        | 051,5   | 049,5   | 149,9  |
| 07.   | Ewelina Otmachowa          | Oblast Swerdlowsk       | 049,0   | 050,5   | 136,8  |
| 08.   | Adelja Raschitowa          | Republik Baschkortostan | 045,5   | 047,0   | 120,0  |
| 09.   | Anna Petelina              | Oblast Kirow            | 046,0   | 045,0   | 113,9  |
| 10.   | Kristina Sakirowa          | Oblast Swerdlowsk       | 042,5   | 046,5   | 108,1  |

Datum: 20. März 2011
Schanze: Mittelschanze K-65
Russische Meisterin 2010:  Anastassija Gladyschewa
Teilnehmerinnen / Föderationssubjekte: 17 / 8
Irina Taktajewa gewann von der Mittelschanze in Perm ihren ersten Meistertitel.

### Männer

#### Normalschanze
| Platz | Name                    | Föderationssubjekt      | Weite 1 | Weite 2 | Punkte |
| ----- | ----------------------- | ----------------------- | ------- | ------- | ------ |
| 01.   | Ilja Rosljakow          | Moskau                  |         |         |        |
| 02.   | Stanislaw Oschtschepkow | Moskau                  |         |         |        |
| 03.   | Alexei Buiwolow         | Oblast Nischni Nowgorod |         |         |        |

Datum: März 2011
Schanze: Normalschanze K-90
Russischer Meister 2010:  Roman Trofimow
Beim Auftaktwettbewerb der Meisterschaften gewann Ilja Rosljakow seinen vierten Einzeltitel. Dmitri Wassiljew wurde Achter.

#### Großschanze
| Platz | Name                  | Föderationssubjekt      | Weite 1 | Weite 2 | Punkte |
| ----- | --------------------- | ----------------------- | ------- | ------- | ------ |
| 01.   | Ilja Rosljakow        | Moskau                  | 128,5   | 139,5   | 285,9  |
| 02.   | Alexander Sardyko     | Oblast Nischni Nowgorod | 127,0   | 132,0   | 262,7  |
| 03.   | Dmitri Wassiljew      | Republik Baschkortostan | 130,5   | 126,5   | 261,1  |
| 04.   | Anton Kalinitschenko  | Moskau                  | 121,5   | 129,0   | 249,4  |
| 05.   | Pjotr Tschaadajew     | Moskau                  | 119,0   | 124,0   | 232,4  |
| 06.   | Sergei Bytschkow      | Moskau                  | 117,0   | 126,5   | 231,3  |
| 07.   | Michail Maximotschkin | Oblast Nischni Nowgorod | 117,0   | 124,0   | 227,8  |
| 08.   | Alexei Romaschow      | Sankt Petersburg        | 115,5   | 124,0   | 225,1  |
| 09.   | Andrei Patschin       | Moskau                  | 121,0   | 117,0   | 221,4  |
| 10.   | Jegor Ussatschew      | Moskau                  | 113,5   | 118,0   | 207,7  |

Datum: 12. März 2011
Schanze: Großschanze K-120
Russischer Meister 2010:  Roman Trofimow
Teilnehmer: 49
Ilja Rosljakow gewann auch den Wettbewerb von der Großschanze. Er setzte sich mit großem Vorsprung gegen Alexander Sardyko durch.

#### Team
| Platz | Team                      | Namen                                                                      | Weite 1                 | Weite 2                 | Punkte |
| ----- | ------------------------- | -------------------------------------------------------------------------- | ----------------------- | ----------------------- | ------ |
| 01.   | Moskau I                  | Roman Trofimow Anton Kalinitschenko Stanislaw Oschtschepkow Ilja Rosljakow | 117,5 118,5 128,5 118,5 | 117,5 121,0 127,5       | 923,2  |
| 02.   | Oblast Nischni Nowgorod I | Dmitri Sporynin Michail Maximotschkin Alexei Buiwolow Alexander Sardyko    | 099,0 118,0 124,0 117,5 | 105,5 108,0 127,5 127,0 | 832,2  |
| 03.   | Moskau II                 | Georgi Tscherwjakow Pjotr Tschaadajew Sergei Bytschkow Andrei Patschin     | 102,5 111,5 118,5 111,5 | 106,0 112,0 120,0 120,5 | 787,5  |
| 04.   | Republik Baschkortostan   | Witali Woina Ilmir Chasetdinow Emil Muljukow Dmitri Wassiljew              | 106,5 122,5 096,0 119,0 | 100,0 122,0 102,0 124,0 | 770,4  |
| 05.   | Moskau III                | Juri Samsonow Dmitri Ponomarjow Pawel Jeremejewski Jegor Ussatschew        | 101,0 102,5 111,5 110,0 | 099,0 099,5 111,5 098,5 | 622,8  |

Datum: 13. März 2011
Schanze: Großschanze K-120
Russischer Meister 2010:  Moskau
Teilnehmende Teams / Föderationssubjekte: 11 / 7
Weitere Platzierungen:

06. Platz:  Sankt Petersburg

07. Platz:  Oblast Nischni Nowgorod II

08. Platz:  Republik Tatarstan I

09. Platz:  Oblast Kemerowo

10. Platz:  Region Perm

11. Platz:  Republik Tatarstan II

Das Teamspringen wurde von den Athleten aus der Hauptstadt Moskau dominiert. So erreichten drei Teams aus dem Föderationssubjekt die Top 5. Das erste Team verteidigte den Meistertitel.

## Medaillenspiegel
| Platz | Föderationssubjekt      |   |   |   |    |
| ----- | ----------------------- | - | - | - | -- |
| 1     | Moskau                  | 4 | 1 | 1 | 6  |
| 2     | Oblast Nischni Nowgorod | 0 | 3 | 1 | 4  |
| 3     | Republik Baschkortostan | 0 | 0 | 1 | 1  |
|       | Oblast Magadan          | 0 | 0 | 1 | 1  |
| Total | Total                   | 4 | 4 | 4 | 12 |